# × Anaphorkis
× Anaphorkis é um género botânico híbrido resultante do cruzamento entre espécies do género Ansellia e Graphorkis pertencente à família das orquídeas (Orchidaceae).